# 66-й Берлинский международный кинофестиваль
66-й Берлинский кинофестиваль проходил с 11 по 21 февраля 2016 года. Председатель жюри кинофестиваля — актриса Мерил Стрип. Почётного «Золотого медведя» удостоился немецкий кинооператор Михаэль Балльхаус. Киносмотр открылся фильмом Джоэла и Итана Коэнов «Да здравствует Цезарь!». Обладателем «Золотого медведя» за лучший фильм стала картина Джанфранко Рози «Огонь в море», гран-при жюри получил фильм Даниса Тановича «Смерть в Сараево».

## Жюри фестиваля
В состав жюри вошли:
- Мерил Стрип, актриса ( США) — председатель жюри
- Ларс Эйдингер, актёр ( Германия)
- Ник Джеймс, критик ( Великобритания)
- Брижитт Лякомб, фотограф ( Франция)
- Клайв Оуэн, актёр ( Великобритания)
- Альба Рорвахер, актриса ( Италия)
- Малгожата Шумовская, режиссёр ( Польша)

## Конкурсная программа

### В конкурсной программе
| На русском языке              | Оригинальное название             | Режиссёр          | Страна                                |
| ----------------------------- | --------------------------------- | ----------------- | ------------------------------------- |
| Борис без Беатрис             | Boris sans Béatrice               | Дени Коте         | Канада                                |
| Гений                         | Genius                            | Майкл Грандадж    | США, · Великобритания                 |
| Одни в Берлине                | Alone in Berlin                   | Венсан Перес      | Германия, · Великобритания, · Франция |
| Специальный полуночный выпуск | Midnight Special                  | Джефф Николс      | США                                   |
| Нулевые дни                   | Zero Days                         | Алекс Гибни       | США                                   |
| Письма с войны                | Cartas da Guerra                  | Иво Феррейра      | Португалия                            |
| Приходит дракон               | Ejhdeha Vared Mishavad!           | Мани Хагиги       | Иран                                  |
| Огонь в море                  | Fuocoammare                       | Джанфранко Рози   | Италия, · Франция                     |
| Колыбельная скорбной тайне    | Hele Sa Hiwagang Hapis            | Лав Диас          | Филиппины, · Сингапур                 |
| Смерть в Сараево              | Mort à Sarajevo / Smrt u Sarajevu | Данис Танович     | Франция, · Босния и Герцеговина       |
| Коммуна                       | Kollektivet                       | Томас Винтерберг  | Дания, · Швеция, · Нидерланды         |
| Когда тебе семнадцать         | Quand on a 17 ans                 | Андре Тешине      | Франция                               |
| Будущее                       | L'avenir                          | Миа Хансен-Лёве   | Франция, · Германия                   |
| Соединённые штаты любви       | Zjednoczone Stany Miłosci         | Томаш Василевски  | Польша, · Швеция                      |
| Против течения                | Chang jiang tu                    | Янг Чао           | Китай                                 |
| Хеди                          | Inhebek Hedi                      | Mohamed Ben Attia | Тунис, · Бельгия, · Франция           |
| Я – Неро                      | Soy Nero                          | Рафи Питтс        | Германия, · Франция, · Мексика        |
| 24 недели                     | 24 Wochen                         | Анна Зора Берашед | Германия                              |

### Вне конкурсной программы
| На русском языке              | Оригинальное название            | Режиссёр            | Страна           |
| ----------------------------- | -------------------------------- | ------------------- | ---------------- |
| Да здравствует Цезарь!        | Hail, Caesar!                    | Джоэль и Итан Коэны | США              |
| Чирак                         | Chi-Raq                          | Спайк Ли            | США              |
| Новости с планеты Марс        | Des nouvelles de la planète Mars | Доминик Молль       | Франция, Бельгия |
| Патриарх                      | Mahana                           | Ли Тамахори         | Новая Зеландия   |
| Сент-Амур: Удовольствия любви | Saint-Amour                      | Бенуа Делепин       | Франция, Бельгия |